# Eugène Flaud

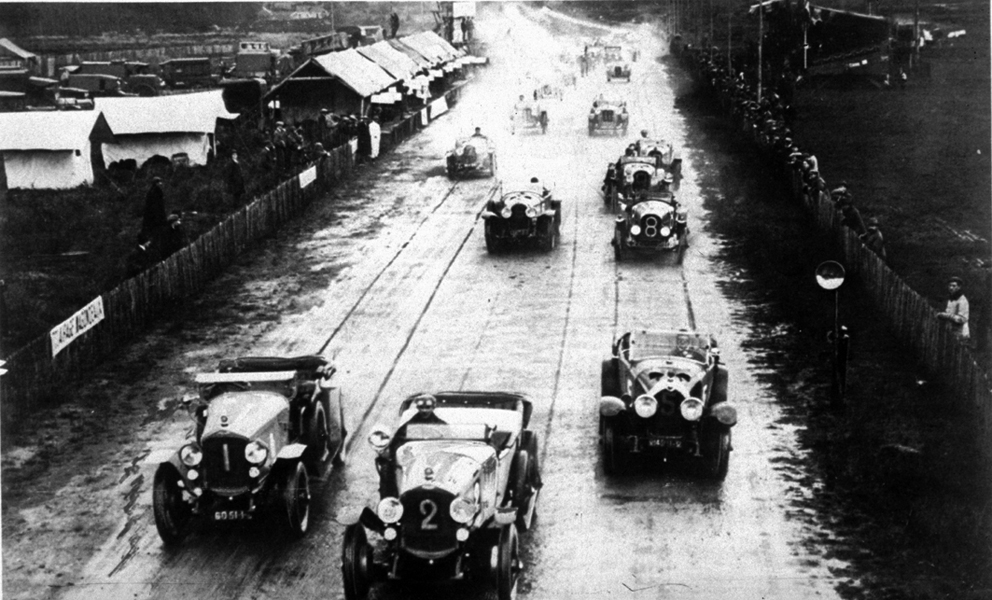
Der Excelsior Albert 1er (Startnummer 2) von Eugène Flaud und Gonzaque Lécureul beim Start zum 24-Stunden-Rennen von Le Mans 1923

Eugène Jean André Flaud  (* 11. Oktober 1881 in Tours; † 5. Januar 1950 in Villeurbanne) war ein französischer Autorennfahrer.

## Karriere als Rennfahrer
Eugène Flaud  zählte zu den Rennfahrern, die 1923 beim ersten 24-Stunden-Rennen von Le Mans der Motorsportgeschichte am Start waren. Gemeinsam mit Gonzaque Lécureul steuerte er einen Werks-Excelsior Albert 1er an die neunte Stelle der Gesamtwertung.

## Statistik

### Le-Mans-Ergebnisse
| Jahr | Team                          | Fahrzeug             | Teamkollege       | Platzierung | Ausfallgrund |
| ---- | ----------------------------- | -------------------- | ----------------- | ----------- | ------------ |
| 1923 | Compagnie Nationale Excelsior | Excelsior Albert 1er | Gonzaque Lécureul | Rang 9      |              |